# Josef Hladík (sochař)
Josef Hladík (13. května 1874 Praha – 22. ledna 1948 Olomouc) byl sochař a štukatér, vlastenec a vášnivý divadelní ochotník, fotograf, provozovatel kin a půjčovny filmů.

## Život a dílo
Život Josefa Hladíka nezačal příliš šťastně. Rodiče nebyli schopni se o malého Josefa postarat, proto jej odložili na ulici. Novorozence nalezl v Praze na Starém Městě před svým domem švec a společně se svou ženou se stali jeho pěstouny. Dle křestního listu, který měl nalezenec v povijanu, byli jeho rodiči Anna a František Hladíkovi. Se svými biologickými rodiči se Josef Hladík nikdy nesetkal. V početné pěstounské rodině žil až do roku 1895, kdy se za prací přestěhoval do Olomouce.
Ševcovské povolání jeho pěstouna bylo patrně důvodem, proč se měl vyučit rukavičkářem. Toto řemeslo ho však nebavilo, a tak nastoupil do učení k Františku Olivovi v Praze. V jeho dílně se vyučil štukatérem a sochařem. Měl velké štěstí, že se zde setkal s Ladislavem Šalounem, budoucím akademickým sochařem a autorem Husova pomníku v Praze na Staroměstském náměstí. Šaloun umělecky ovlivnil Hladíka více než Oliva a formoval ho nejen jako sochaře, ale také jako všestranného umělce a zapáleného vlastence. Nasměroval mladého učně do ochotnického divadla, kde již Šaloun působil jako režisér, herec i zpěvák. Hladík se zde poprvé postavil na divadelní prkna.
Po vyučení mistr Oliva doporučil Hladíka do sochařsko-štukatérské dílny Františka Vyhnánka v Olomouci, kde pak Hladík strávil zbytek života a zúročil své všestranné umělecké nadání. V roce 1895 se tedy přestěhoval do Olomouce. Vyhnánek v době Hladíkova příchodu již začal se stavbou svého rodinného domu a nové dílny v Úřední ulici, nynější třídě Svornosti 15. Zde se Hladík významně podílel na vnitřní i venkovní štukové výzdobě domu (dosud zachováno). Krátce po svém příjezdu do Olomouce se Hladík zapojil také do činnosti ochotnického divadla jako herec a později i jako režisér.
Vyhnánkova firma se zdárně rozvíjela a protože to byla jediná štukatérská firma na střední Moravě, neměla o zakázky nouzi. Z návalu zakázek se však mistr Vyhnánek nervově zhroutil a Hladík se musel ujmout vedení firmy. Vyhnánek po půl roce nemoci zemřel (1900) a v roce 1901 si Hladík vzal ovdovělou Kateřinu (Vyhnánkovou) za ženu, jak bylo tehdy mezi řemeslníky obvyklé. Jejich manželství bylo dle Hladíkových zápisků šťastné, avšak bezdětné.

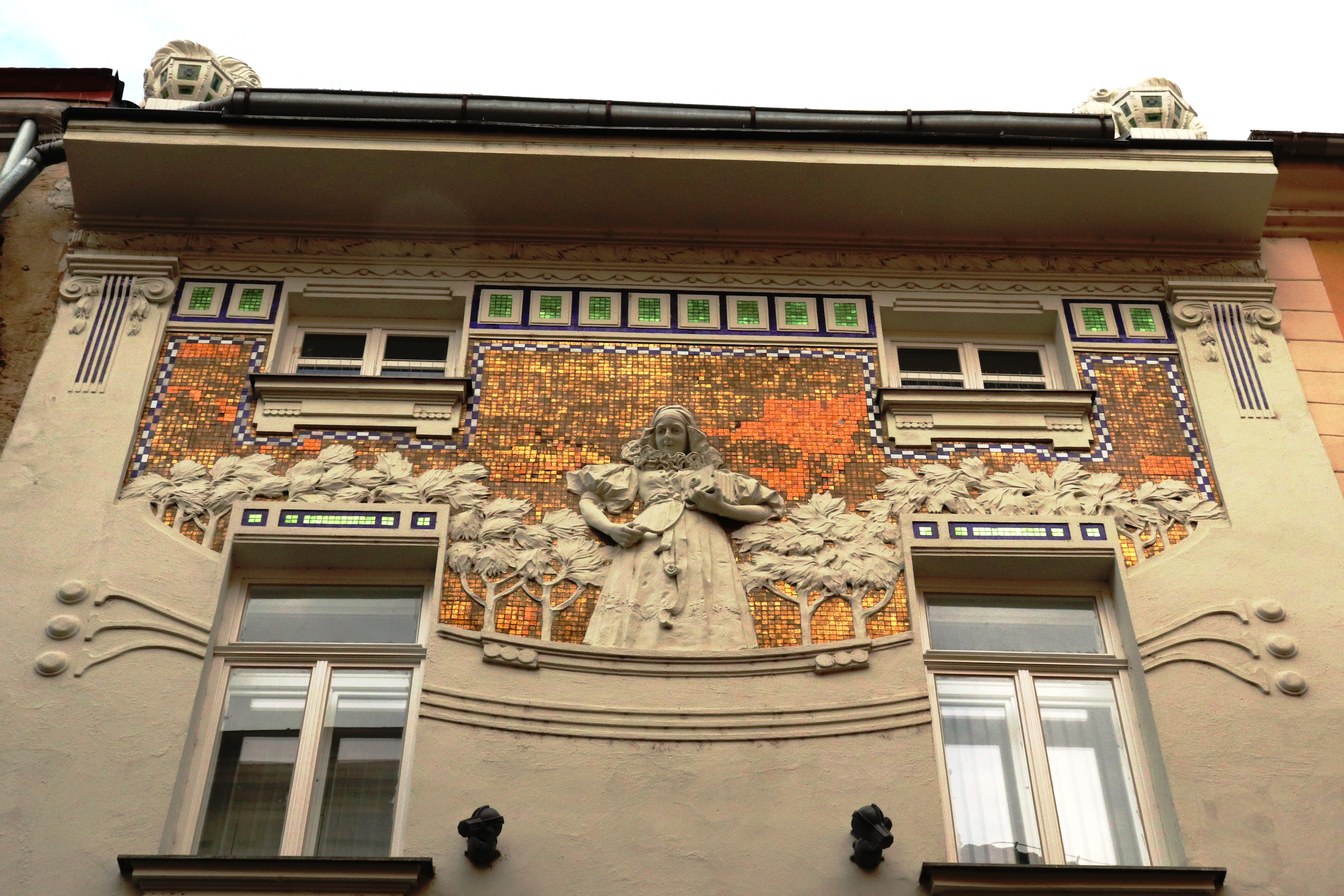
Hanačka s fotoaparátem, mozaika, Ostružnická 25

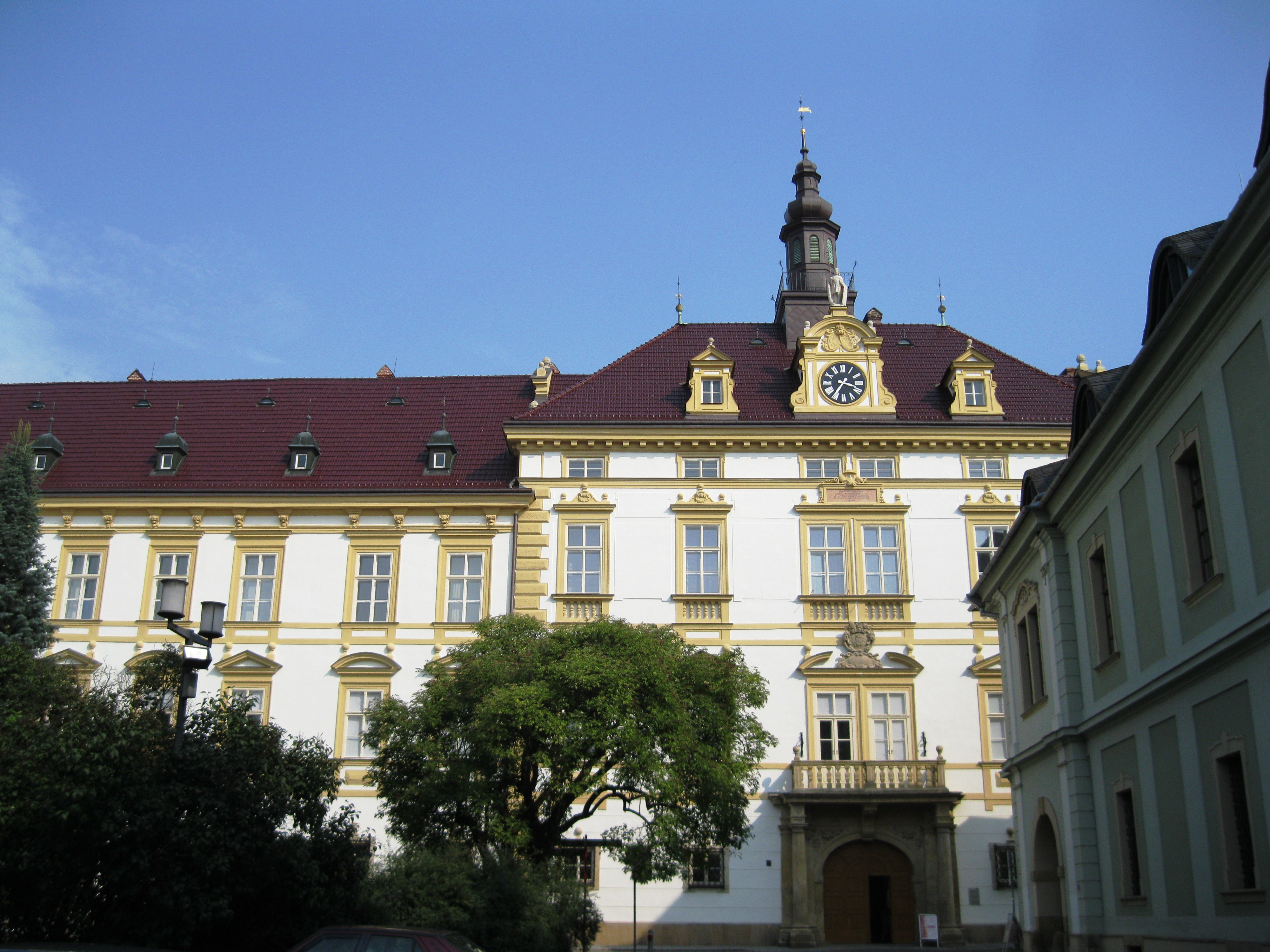
Arcibiskupský palác, Olomouc

Firma se zdárně rozrůstala o nové zaměstnance a pracovala na výzdobě mnoha soukromých i veřejných budov, zejména na Moravě. Mezi zakázky, jichž si Hladík nejvíce cenil, patřila rozsáhlá rekonstrukce Arcibiskupského paláce včetně realizace sochy sv. Václava v životní velikosti nad vstupem do budovy (dosud zachována), výzdoby hlavního sálu a dalších místností (1904-1906). Spokojenost arcibiskupa Františka Bauera s provedenými pracemi vyústila v další zakázky - tvorbu pamětních medailí s portréty olomouckých arcibiskupů Bauera, Kohna, Stojana, Prečana a také amerického biskupa Kubelky z Milwaukee u Chicaga. V době náročné rekonstrukce arcibiskupského paláce Hladík současně získal zakázky na opravu kostela v Tršicích a výzdobu gymnázia ve Vyškově. Další významnou sakrální prací byla rekonstrukce a doplnění sochařské výzdoby Sarkanderovy kaple v Olomouci.
Hladík byl všestranným umělcem, který kromě svého působení v sochařsko-štukatérské dílně a vedle divadelního ochotnictví provozoval 3 kina (Kosmos a Orion v Olomouci, kino ve Velké Bystřici) a půjčovnu filmů. Byl také nadšeným fotografem a cestovatelem. Kromě častých pracovních cest do Rakouska a Itálie podnikl velkou cestu do Afriky, Egypta (Karnak), Izraele a Súdánu. O této cestě sepsal cestopis, který se však nedochoval.
Josef Hladík byl také zapáleným vlastencem, o čemž svědčí realizace plastik významných osobností z české historie – např. Jana Husa, Jana Žižky, Amose Komenského, Bedřicha Smetany, Jaroslava Vrchlického, Boženy Němcové, T. G. Masaryka…
Velký objem zakázek vedl k dalšímu rozšiřování dílny. Počet zaměstnanců firmy se měnil dle množství zakázek a během jejího trvání se zde vystřídalo celkem 218 zaměstnanců. Hladíkova firma působila nejen na Moravě a v Čechách, ale i v Rakousku a na Slovensku. Kromě sochařsko-štukatérské dílny v Olomouci Hladík vlastnil v Pavlovicích firmu se 60 zaměstnanci na výrobu umělého mramoru a kamene, schodů a terazza.
Manželka Kateřina, která mu významně pomáhala s organizací zakázek i chodem firmy, zemřela v roce 1914. Po její smrti se seznámil s Marií Mičkalovou (21. 1. 1899 – 5. 6. 1946), biletářkou kina Kosmos, se kterou měl celkem čtyři dcery. Z nemanželského svazku se jim narodily dvě dcery Vlasta (1920) a Milada (1922). V roce 1931 se Josef Hladík s Marií oženil a následující rok se jim narodila třetí dcera Ludmila (1932). Hladík celý život toužil po synovi, a proto když se mu narodilo poslední dítě, opět dcera, dostala jméno po otci – Josefa (1938). Manželka Marie v pouhých 46 letech zemřela a dva roky poté zemřel ve svých 74 letech i Josef Hladík.
Hladíkovým úmrtím jeho dílny zanikly. O nejmladší dceru Josefu se starší sestry nedokázaly postarat, proto byla na vychování poslána nejprve do kláštera ve Šternberku a po jeho zrušení vystřídala několik dětských domovů. Kromě jména po otci tak Josefa zdědila i osud dítěte vytrženého z rodiny a rodinná historie se vrátila zpět na svůj smutný začátek. Přesto Josefa na svůj osud nezanevřela, díky své houževnatosti a optimismu se dokázala poprat se životem.